# أولاد حمدان
أولاد حمدان  تقع جماعة أولاد حمدان جنوب مدينةقالب:الجديدة ، على بُعد حوالي 28 كيلومترًا، عبر الطريق الجهوية رقم 318 المؤدية إلى سد بن معاشو، مرورًا بجماعتي الحوزية وأولاد رحمون. تضم هذه القرية 12,130نسمة (إحصاء 2024).

## التأسيس
تأسست الجماعة سنة 1976، وكانت تابعة سابقًا لقيادة أولاد افرج، قبل أن تُحدث بها قيادة مستقلة تُعرف بـ”قيادة أولاد حمدان” .

## الجغرافيا
- المساحة: 122 كلم²
- الارتفاع: بين 115 و203 مترًا عن سطح البحر (المتوسط: 163 م)
- السكان: 12,130 نسمة (حسب إحصاء 2024)
- الكثافة السكانية: 99 نسمة/كم²
- عدد الدوائر: 13 دائرة انتخابية
- عدد الدواوير: 30 دوارًا

## التاريخ والإدارة
تأسست الجماعة سنة 1976، وكانت تابعة لقيادة أولاد افرج قبل أن تُحدث بها قيادة مستقلة تُعرف بـ"قيادة أولاد حمدان".

## الاقتصاد
يعتمد النشاط الاقتصادي بالجماعة على:
- الزراعة (الحبوب، الزيتون...)
- تربية المواشي
- الأنشطة المرتبطة بالفلاحة والأسواق الأسبوعية

## التعليم
- سنة 2020 تم توقيع اتفاقية لبناء ثانوية تأهيلية بالجماعة، المشروع لا زال متعثرًا رغم توفير العقار والميزانية.
- مركز لإيواء التلميذات تم بناؤه بدعم من المبادرة الوطنية للتنمية البشرية، واستفادت منه أكثر من 1,000 فتاة.
- كما تتوفر الجماعة على دار الطالب والتي تعد مسكن خاص بالنسبة إلى التلاميذ الذين يتابعون دراسهم في قالب:الثانوية الإعدادية الرشاد

## الرياضة
تتوفر الجماعة على فريق محلي يُعرف بـنادي أمل أولاد حمدان، تأسس يوم 12 أبريل 2024، ويُعتبر منصة لتأطير الشباب وتنمية المواهب الرياضية. نظم النادي عدة دوريات مثل:
- الدوري الرمضاني البيار
- دوري المرحوم عزالدين الحامدي
- كما تحتوي الجماعة على ملعب قرب جاهز وملعبان آخران تمت برمجتهما

## الثقافة
تُعرف الجماعة بتراثها الشعبي وثقافة الكرم والفروسية، كما تشتهر بتنظيم المواسم المحلية